# Canto General

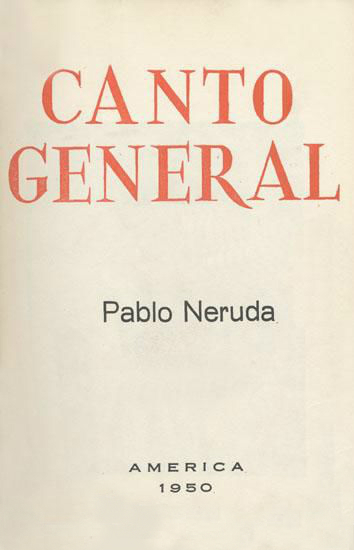
De eerste editie van Canto General.

De Canto General van de Chileense dichter Pablo Neruda is een meer dan vijftienduizend versregels tellende kroniek-in-poëzie van Latijns-Amerika. In deze verzenkroniek vertelt Neruda op de achtergrond zijn persoonlijke verhaal.

## Geschiedenis
De eerste verzen behandelen zijn persoonlijke leven. Hij begon eraan te schrijven in 1938 toen hij naar het zuiden van zijn geboorteland reisde voor de begrafenis van zijn vader. In 1941 – hij was toen in diplomatieke dienst in Mexico – werd zijn werk meer politiek geladen. Hij pleitte daarbij voor het communisme, dit als tegengewicht voor wat tijdens de Tweede Wereldoorlog in Mexico dreigde. Neruda trok daarna door de Verenigde Staten en door verschillende Zuid-Amerikaanse landen, waarna hij in 1943 naar Chili terugkeerde. Daar schreef hij dan zijn laatste deel van zijn grootse dichtwerk, dat hij in 1950 afrondde. Het werd dat jaar in Mexico uitgegeven door Talleres Gráficos de la Nación. Het bevat 15 delen (gezangen), waarin 231 gedichten zijn samengebracht. 

Een eerste Nederlandse vertaling van de volledige Canto General verscheen in 1984, van de hand van Mark Braet, Willy Spillebeen en Bart Vonck. Nieuwe edities kwamen uit in 2004 en 2014. Ook zijn er in de loop der jaren verschillende vertalingen van afzonderlijke zangen of gedichten gepubliceerd.
Muzikaal is dit omvangrijke dichtwerk vooral bekend door de compositie voor koor door Mikis Theodorakis, onder andere in een uitvoering met Maria Farantouri of Melina Merkouri.

## Vijftien canto's (gezangen)
1. De lamp op aarde
2. Hoogten van Macchu Picchu
3. De veroveraars (conquistadores)
4. De bevrijders
5. Het verraden zand
6. Amerika, ik roep je naam niet tevergeefs aan
7. Canto General van Chili
8. De aarde heet Juan
9. Dat de houthakker ontwaakt
10. De vluchteling
11. De bloemen van Punitaqui
12. De stromen van het lied
13. Nieuwjaarskoraal voor het vaderland in het donker
14. De grote oceaan
15. Ik ben